# Juncus continuus
Juncus continuus är en tågväxtart som beskrevs av Lawrence Alexander Sidney Johnson. Juncus continuus ingår i släktet tåg, och familjen tågväxter. Inga underarter finns listade i Catalogue of Life.